# Mémoire culturelle
 (octobre 2013).
Si vous disposez d'ouvrages ou d'articles de référence ou si vous connaissez des sites web de qualité traitant du thème abordé ici, merci de compléter l'article en donnant les références utiles à sa vérifiabilité et en les liant à la section « Notes et références ».

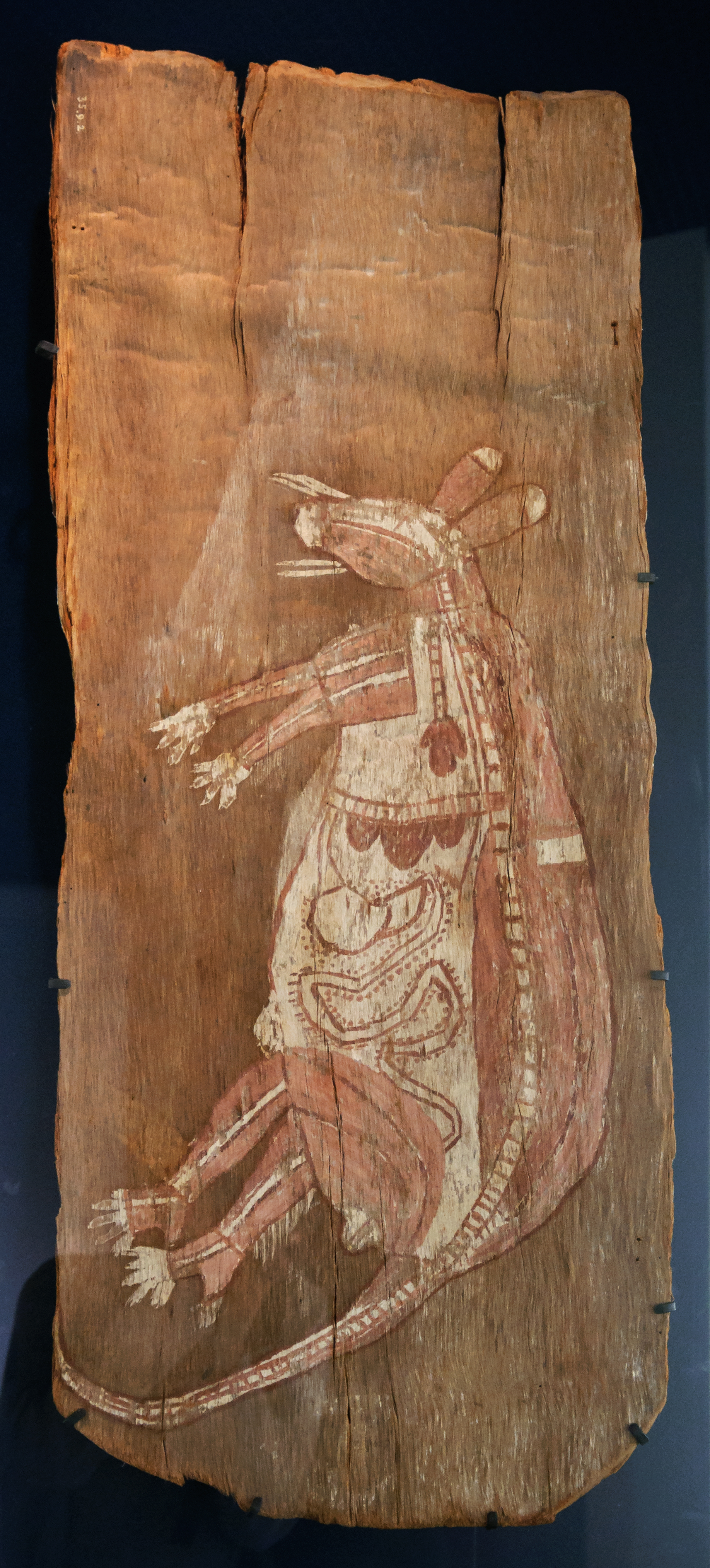
Ancêtre totémique kangourou. Peinture sur écorce. Exemple de mémoire culturelle.

La mémoire culturelle désigne les souvenirs et les expériences immortalisés par les médias et les rites commémoratifs.
En tant que concept, la mémoire culturelle est introduite pour la première fois en 1997 par l'égyptologue allemand Jan Assmann dans son ouvrage Das Kulturelle Gedächtnis. Dans son livre, Assmann reprend puis dépasse la théorie de mémoire collective proposée par le sociologue franco-allemand Maurice Halbwachs pour élaborer le concept de mémoire communicationnelle (souvenirs et expériences transmis oralement et de façon informelle de génération en génération) et de mémoire culturelle, cette dernière permettant notamment de construire des récits sur les origines avec non pas des événements historiques mais des « mnémohistoires » (Gedächtnisgeschichte, histoires des souvenirs).